# Кендес Вон
Кендес Вон (англ. Candace Von), настоящее имя Шинея Смит (англ. Shinea Smith, род. 19 сентября 1984, Бронкс, Нью-Йорк) — американская порноактриса и эротическая фотомодель, член Зала Славы Urban X Award.

## Биография
Родилась 19 сентября 1984 года в Бронксе, росла там же. Имеет афроамериканские и доминиканские корни. Дебютировала в порноиндустрии в 2005 году, в возрасте около 21 года. Снималась для таких известных студий, как Red Light District, Elegant Angel, New Sensations, Vivid Entertainment, Shane’s World, Third Degree Films, Evil Angel, Digital Sin, Jules Jordan Video, West Coast Productions, VCA Pictures и Hustler Video.
Также работала с менее известными студиями, специализирующимися на межрасовой порнографии (например, Platinum X Pictures, Afro-Centric Productions и Black Ice) и студиями, специализирующимися на фильмах с участием актрис с большой грудью (например, The Score Group). В некоторых фильмах выступает как домина. Кроме того, много снималась для порносайтов, таких как Bang Bros и Reality Kings. Помимо съёмок, работала эротической фотомоделью для журналов и в эскорте. Популярностью в американской секс-индустрии Вон принесли фигура и пропорции тела — согласно её официальному заявлению, её рост составляет 1,75 м при весе 61 кг и естественном размере груди 36DD.
В 2008 году была номинирована на Urban Spice Awards в категориях «лучшая исполнительница» и Freakiest Girl in Porn.
Ушла из индустрии в 2012 году, снявшись в 2003 фильмах. Живёт в Голливуде. После завершения карьеры занялась образованием. У актрисы есть татуировка на животе и пирсинг в половых губах.
В 2019 году была включена в Зал Славы Urban X Award.

## Награды и номинации
- 2008 Urban Spice Awards — номинация в категории «лучшая исполнительница»
- 2008 Urban Spice Awards — номинация в категории Freakiest Girl in Porn
- 2019 — включена в Зал Славы Urban X Award[6]